# Reconnected Tour
Reconnected Tour fue la segunda gira del dúo británico Yazoo que duró desde el 26 de mayo al 24 de julio de 2008. Esta gira presentó a sus discos Upstairs at Eric's y -por primera vez- You and Me Both.

## Banda
- Alison Moyet (cantante)
- Vince Clarke (Tecladista)

## Temas interpretados
1. Nobody's Diary
2. Bad Connection
3. Mr. Blue
4. Good Times
5. Tuesday
6. Ode To Boy
7. Goodbye '70s
8. Too Pieces
9. In My Room
10. Anyone
11. Walk Away From Love
12. State Farm
13. Sweet Thing
14. Winter Kills
15. Midnight
16. Unmarked
17. Bring Your Love Down (Didn't I)
18. Don't Go
19. Only You
20. Situation
21. I before E except after C (fragmento)

## Créditos
Don't Go, Too Pieces, Bad Connection, In My Room, Only You, Tuesday, Mr Blue, Walk Away From Love, I Before E Except After C y Unmarked fueron escritas por Vince Clarke.

Midnight, Goodbye '70s, Winter Kills, Bring Your Love Down (Didn't I), Nobody's Diary, Sweet Thing, Good Times, Ode To Boy y Anyone fueron escritas por Alison Moyet.

Situation y State Farm fueron escritas por Vince Clarke y Alison Moyet.

## Concierto
Esta gira se editó en un álbum doble en vivo: Reconnected Live